# Петер Курцек
Пе́тер Ку́рцек (нім. Peter Kurzeck; 10 червня 1943 року, Тахов, Судетська область — 25 листопада 2013 року, Франкфурт-на-Майні) — німецький письменник.

## Біографія і творчість
1946 року родина Петера Курцека була виселена з Судетської області. Разом з матір'ю і сестрою Петер Курцек переїхав до Штауфенберга, неподалік від Гісена. 1971 року померла мати. Аж до 1977 року Курцек жив у колишній квартирі для біженців у Штауфенберзі. З 1977 року разом зі своєю подругою Сивіллою та спільною дочкою Кариною Курцек мешкав у місті Франкфурт-на-Майні. З 1993 року проживав у містечку Юзес (Лангедок-Русійон, Франція).
Петер Курцек був автором автобіографічних романів та оповідань, в яких змальовував життя гессенської провінції та Франкфурта-на-Майні. Для Курцека характерна поетична манера оповіді, техніка його творів часто нагадує таких авторів, як Джеймс Джойс, Арно Шмідт та Уве Йонсон. Центральною темою його творів була робота зі збереження проминулого часу.
З середини 1990-х років Курцек працював над багатотомним автобіографічним романним проектом, в якому описувалися події з 1984 року у Франкфурті-на-Майні.
2007 року велику відомість принесла Курцеку його аудіокнига «Літо, яке залишається» (Ein Sommer, der bleibt), проект, в якому Курцек виступив в ролі оповідача, при цьому не спираючись на жодний готовий текст. Таким чином, слухач має рідкісну можливість бути безпосереднім свідком творення літературного твору.
Курцек похований у місті Франкфурт-на-Майні.
Авторські права на його твори успадкувала дочка Курцека Карина. Видавництво «Штромфельд» (Stroemfeld Verlag) планує видати чотири нових книжки автора з неопублікованих творів його приватного архіву.

## Твори

### Проза
- Горіхове дерево навпроти крамниці, в якій ти купуєш хліб / Der Nußbaum gegenüber vom Laden, in dem du dein Brot kaufst. Stroemfeld/Roter Stern, Basel/Frankfurt am Main 1979, ISBN 3-87877-127-4.
- Чорна книга / Das schwarze Buch. Stroemfeld/Roter Stern, Basel/Frankfurt am Main 1982, ISBN 3-87877-171-1.
- Жодної весни / Kein Frühling. Stroemfeld/Roter Stern, Basel/Frankfurt am Main 1987, ISBN 3-87877-274-2. Erweiterte Neuauflage 2007, ISBN 978-3-87877-857-8.
- Ніхто не вмирає / Keiner stirbt. Stroemfeld/Roter Stern, Basel/Frankfurt am Main 1990, ISBN 3-87877-324-2.
- Мій привокзальний квартал / Mein Bahnhofsviertel. Stroemfeld/Roter Stern, Basel/Frankfurt am Main 1991, ISBN 3-87877-385-4.
- До вечірніх новин / Vor den Abendnachrichten. Wunderhorn, Heidelberg 1996, ISBN 3-88423-108-1.

### Романний цикл «Старе століття» / «Das alte Jahrhundert»
- Через лід / Übers Eis. Stroemfeld/Roter Stern, Basel/Frankfurt am Main 1997, ISBN 3-87877-580-6.
- Як гість / Als Gast. Stroemfeld/Roter Stern, Basel/Frankfurt am Main 2003, ISBN 3-87877-825-2.
- Вишнева кісточка в березні / Ein Kirschkern im März. Stroemfeld/Roter Stern, Frankfurt am Main/Basel 2004, ISBN 3-87877-935-6.
- Жовтень і хто ми такі / Oktober und wer wir selbst sind. Stroemfeld/Roter Stern, Frankfurt am Main/Basel 2007, ISBN 978-3-87877-053-4.
- Напередодні / Vorabend. Stroemfeld/Roter Stern, Frankfurt am Main/Basel 2011, ISBN 978-3-86600-079-7.
- Поки не прийде / Bis er kommt. Stroemfeld/Roter Stern, Frankfurt am Main/Basel 2015, ISBN 978-386600-090-2.
- Минуле літо і літо позаминуле / Der vorige Sommer und der Sommer davor. Schöffling & Co., Frankfurt am Main 2019, ISBN 978-3-89561-692-1.

### Радіоп'єси, аудіокнижки
- Kommt kein Zirkus ins Dorf? (Hörspiel, Hessischer Rundfunk 1987), Edition Literarischer Salon im Focus Verlag, Gießen 1987.
- Der Sonntagsspaziergang. (Hörspiel, HR 1992).
- Stuhl, Tisch, Lampe. supposé, Köln 2004. (Hörbuch-CD).
- Ein Sommer, der bleibt. Peter Kurzeck erzählt das Dorf seiner Kindheit. Konzeption und Regie: Klaus Sander. Erzähler: Peter Kurzeck. supposé, Berlin 2007. (4-CD-Box).
- Peter Kurzeck liest aus «Kein Frühling». Stroemfeld Verlag, Frankfurt am Main 2007. (Hörbuch, 4 CDs).
- Peter Kurzeck liest «Oktober und wer wir selbst sind». Stroemfeld Verlag, Frankfurt am Main 2008. (Hörbuch, 7 CDs).
- Da fährt mein Zug. Peter Kurzeck erzählt. Konzeption und Regie: Klaus Sander. Erzähler: Peter Kurzeck. supposé, Berlin 2010, ISBN 978-3-932513-92-3. (Audio-CD).
- Mein wildes Herz. Peter Kurzeck erzählt. Konzeption und Regie: Klaus Sander. Erzähler: Peter Kurzeck. supposé, Berlin 2011, ISBN 978-3-932513-98-5. (2 Audio-CDs).
- «Unerwartet Marseille.» Peter Kurzeck erzählt. Stroemfeld Verlag, Frankfurt am Main 2012. (Hörbuch, 2 CDs).
- Für immer. Peter Kurzeck erzählt sein Schreiben. Konzeption und Regie: Klaus Sander. Erzähler: Peter Kurzeck. supposé, Berlin 2016, ISBN 978-3-86385-014-2. (Audio-CD).

### Інтерв'ю
- Ralph Schock, «Wenn ich schreibe, kann mir nichts passieren.» Gespräch mit Peter Kurzeck. [Архівовано 24 вересня 2019 у Wayback Machine.] In: Sinn und Form, 5/2011, S. 624—633.